# Gran icosidodecaedro retrorromo
El gran icosidodecaedro retrorromo o gran icosidodecaedro retrorromo invertido es un poliedro uniforme no convexo, indexado como U74. Tiene 92 caras (80 triángulos y 12 pentagramas), 150 aristas y 60 vértices. Su símbolo de Schläfli es sr{3/2,5/3}.

## Coordenadas cartesianas
Las coordenadas cartesianas para los vértices de un gran icosidodecaedro retrorromo son todas las permutaciones pares de
(±2α, ±2, ±2β),
(±(α−βτ−1/τ), ±(α/τ+β−τ), ±(−ατ−β/τ−1)),
(±(ατ−β/τ+1), ±(−α−βτ+1/τ), ±(−α/τ+β+τ)),
(±(ατ−β/τ−1), ±(α+βτ+1/τ), ±(−α/τ+β−τ)) and
(±(α−βτ+1/τ), ±(−α/τ−β−τ), ±(−ατ−β/τ+1)),
con un número par de signos más, donde
α = ξ−1/ξ
y donde
β = −ξ/τ+1/τ2−1/(ξτ),
siendo τ = (1+√5)/2 la razón áurea y ξ la raíz real positiva más pequeña de ξ3−2ξ=−1/τ, es decir
{\displaystyle \xi ={\frac {\left(1+i{\sqrt {3}}\right)\left({\frac {1}{2\tau }}+{\sqrt {{\frac {\tau ^{-2}}{4}}-{\frac {8}{27}}}}\right)^{\frac {1}{3}}+\left(1-i{\sqrt {3}}\right)\left({\frac {1}{2\tau }}-{\sqrt {{\frac {\tau ^{-2}}{4}}-{\frac {8}{27}}}}\right)^{\frac {1}{3}}}{2}}}
o aproximadamente 0.3264046. Al tomar las permutaciones impares de las coordenadas anteriores con un número impar de signos más se obtiene otra figura, el enantiomorfo de la primera. Al tomar las permutaciones impares con un número par de signos más o viceversa se obtienen las mismas dos figuras, rotadas 90 grados.
El circunradio para una figura de longitud de arista unitaria es
{\displaystyle R={\frac {1}{2}}{\sqrt {\frac {2-x}{1-x}}}=0.580002\dots }
donde {\displaystyle x} es la raíz apropiada de {\displaystyle x^{3}+2x^{2}={\Big (}{\tfrac {1\pm {\sqrt {5}}}{2}}{\Big )}^{2}}. Las cuatro raíces reales positivas de la ecuación de sexto grado en {\displaystyle R^{2},}
{\displaystyle 4096R^{12}-27648R^{10}+47104R^{8}-35776R^{6}+13872R^{4}-2696R^{2}+209=0}
son los circunradios del dodecaedro romo (U29), el gran icosidodecaedro romo (U57), el gran icosidodecaedro romo invertido (U69) y el gran icosidodecaedro retrorromo (U74).

## Gran hexecontaedro pentagrámico
El gran hexecontaedro pentagrámico (o gran ditriacontaedro dentoide) es un poliedro no convexo isoedral. Es el dual del gran icosidodecaedro retrorromo.